# Danh sách người giàu nhất trong lịch sử

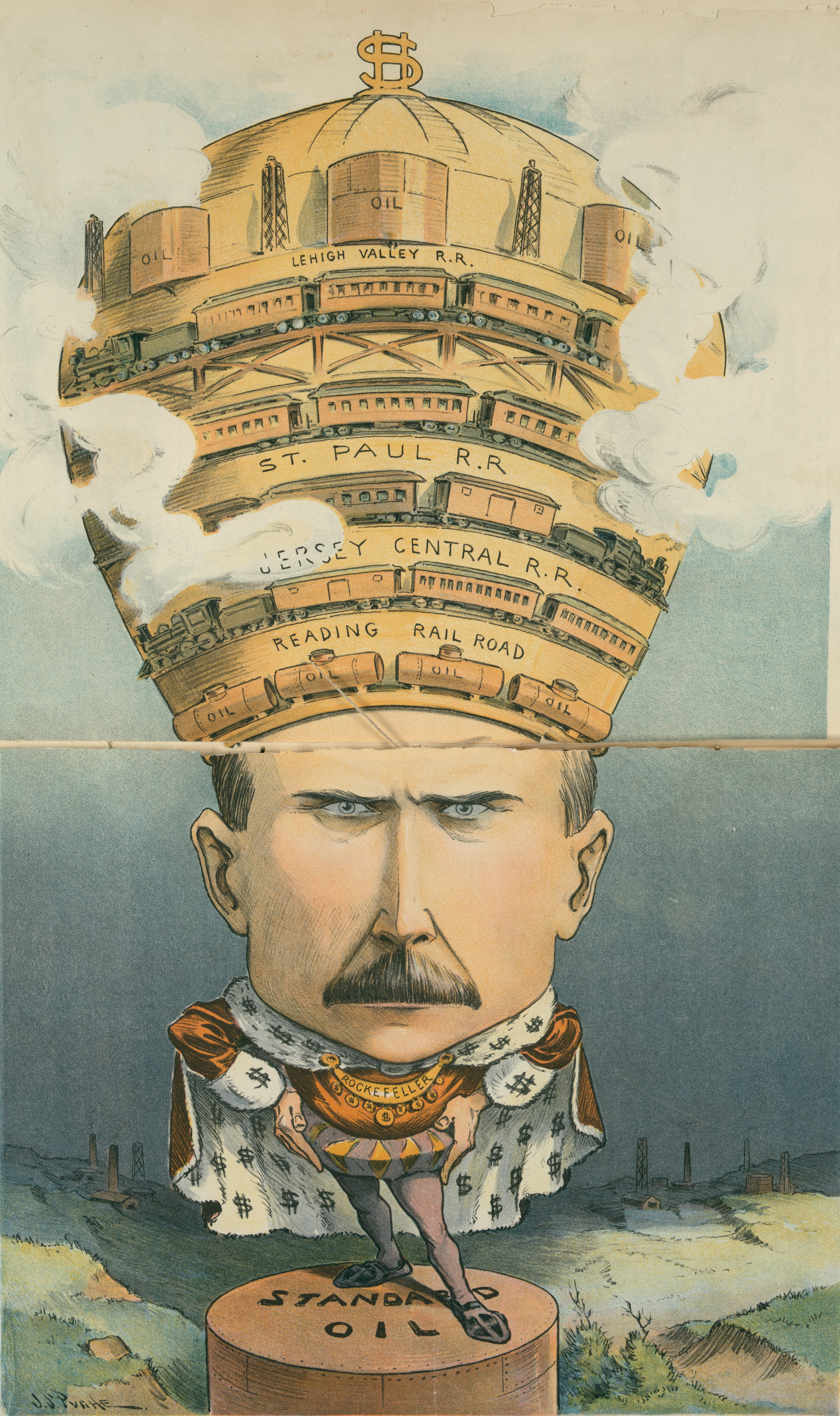
Năm 1913, Rockefeller trở thành người giàu nhất trong lịch sử thế giới hiện đại. Ngày nay nếu tính đến lạm
phát thì ông vẫn là người giàu nhất thế giới.

Dưới đây là danh sách những nhân vật được coi là giàu nhất trong lịch sử thế giới. Danh sách này dựa theo tính toán của tạp chí tài chính Forbes. Do tình trạng lạm phát của đồng USD nên danh sách này thường xuyên được cập nhật và nó chủ yếu phản ánh tài sản của những nhân vật lịch sử cận đại và hiện đại do các nhân vật lịch sử trong quá khứ rất khó có thể dựa vào sử liệu để xác định tài sản thực. Các nhân vật trong danh sách được xếp dựa theo thời điểm họ có tài sản lớn nhất, không phải tài sản hiện tại của họ hoặc tài sản của họ tại thời điểm qua đời, tài sản của họ được quy đổi bằng cách tính theo phần trăm Tổng sản phẩm nội địa của quốc gia họ kinh doanh hoặc cư trú. Tham khảo số liệu cập nhật danh sách 100 người năm 2007 và 200 người năm 2008 bằng tiếng Anh.

## 10 người giàu nhất
Tính đến giữa năm 2012
      Tính theo GDP thế giới       Tính theo bản vị vàng
| 0.  |  | - Tên: Mansa Musa |
| 1.  |  | - Tên: John D. Rockefeller - Tài sản lớn nhất khi: 74 tuổi - Mất: 97 tuổi (qua đời ngày 23 tháng 5 năm 1937) - Tài sản: 340 tỷ USD - Tài sản gốc: 1 tỷ USD (29 tháng 9 năm 1916) · 900,0 triệu USD (1913) - Quốc gia: Hoa Kỳ - Nguồn tài sản chính: Standard Oil - Thành tựu khác: Tỷ phú đầu tiên (USD) và Quỹ Rockefeller (thành lập 1913) |
| 2.  |  | - Tên: Andrew Carnegie - Tài sản lớn nhất khi: 68 tuổi - Mất: 83 tuổi (qua đời ngày 11 tháng 8 năm 1919) - Tài sản: 309,2 tỷ USD - Tài sản gốc: 479,9 triệu USD (1901) - Quốc gia: Scotland - Nguồn tài sản chính: U.S. Steel |
| 3.  |  | - Tên: Nikolai II của Nga - Tài sản lớn nhất khi: 50 tuổi - Mất: 50 tuổi (qua đời ngày 17 tháng 7 năm 1918) - Tài sản: 290,7 tỷ USD - Tài sản gốc: 1,3 tỷ USD (1916) - Quốc gia: Đế quốc Nga - Nguồn tài sản chính: Tài sản của Nhà Romanov                                                                                                  |
| 4.  |  | - Tên: William Henry Vanderbilt - Tài sản lớn nhất khi: 64 tuổi - Mất: 64 tuổi (qua đời ngày 8 tháng 12 năm 1885) - Tài sản: 240,0 tỷ USD - Tài sản gốc: 194 triệu USD (1885) - Quốc gia: Hoa Kỳ - Nguồn tài sản chính: Chicago, Burlington and Quincy Railroad và các công ty xe lửa khác                                                   |
| 5.  |  | - Tên: Mir Osman Ali Khan, Asaf Jah VII - Tài sản lớn nhất khi: 50 tuổi - Mất: 80 tuổi (qua đời ngày 24 tháng 2 năm 1967) - Tài sản: 225,1 tỷ USD - Tài sản gốc: 1,4 tỷ USD (1937) - Quốc gia: Nhà nước Hyderabad, Ấn Độ thuộc Anh - Nguồn tài sản chính: Nhà Nizam của bang Hyderabad                                                       |
| 6.  |  | - Tên: Andrew W. Mellon - Tài sản lớn nhất khi: 80 tuổi - Mất: 82 tuổi (qua đời ngày 27 tháng 8 năm 1937) - Tài sản: 195,7 tỷ USD - Tài sản gốc: 1,0 tỷ USD (1935) - Quốc gia: Hoa Kỳ - Nguồn tài sản chính: Gulf Oil và các công ty dầu lửa khác                                                                                            |
| 7.  |  | - Tên: Henry Ford - Tài sản lớn nhất khi: 57 tuổi - Mất: 83 tuổi (qua đời ngày 7 tháng 4 năm 1947) - Tài sản: 194,9 tỷ USD - Tài sản gốc: 1,0 tỷ USD (1920) - Quốc gia: Hoa Kỳ - Nguồn tài sản chính: Ford Motor Company |
| 8.  |  | - Tên: Marcus Licinius Crassus - Tài sản lớn nhất khi: 62 tuổi - Mất: 62 tuổi (qua đời năm 53 TCN) - Tài sản: 181,3 tỷ USD (100 TCN) - Tài sản gốc: 170 triệu sestertius - Quốc gia: Cộng hòa La Mã - Nguồn tài sản chính: Thừa kế, cho vay, kinh doanh nô lệ                                                                                |
| 9.  |  | - Tên: Alain Le Roux hay còn gọi là Alan Rufus - Tài sản lớn nhất khi: 49 tuổi - Mất: 49 tuổi (qua đời năm 1089) - Tài sản: 178,7 tỷ USD - Tài sản gốc: 11.000 bảng Anh (1089) - Quốc gia: Đảo Anh - Nguồn tài sản chính: Chế độ quân chủ |
| 10. |  | - Tên: Basil II - Tài sản lớn nhất khi: 67 tuổi - Mất: 67 tuổi (qua đời ngày 15 tháng 12 năm 1025) - Tài sản: 172,5 tỷ USD - Tài sản gốc: 200.000 talent vàng (khoảng 5.400.000 kg) - Quốc gia: Đế quốc Đông La Mã - Nguồn tài sản chính: Chế độ quân chủ                                                                                    |